# Un taxi pour Tobrouk
Pour plus de détails, voir Fiche technique et Distribution.
Un taxi pour Tobrouk est un film dramatique ouest-germano-britanno-hispano-français réalisé par Denys de La Patellière et sorti en 1961.

## Synopsis
La nuit du réveillon de Noël 1941, les divers personnages du film vivent chacun leurs festivités. Le capitaine Ludwig von Stegel quitte sa famille dans son château de Poméranie ; le quartier-maître Théo Dumas est accueilli par une famille anglaise à Londres tout en pensant à son bistrot du faubourg Montmartre ; François Gensac quitte sa grand-mère à Ablis pour rejoindre Londres après « s'être toujours ennuyé » ; Samuel Goldmann quitte la  France à bord d'un bateau pour éviter les persécutions antisémites ; Paolo Ramirez, condamné à mort, prépare son évasion de prison.
En octobre 1942 à Tobrouk dans la Libye occupée par les Allemands, un commando du LRDG des FFL vient de perpétrer une attaque contre une position allemande. Leur lieutenant est tué, les quatre survivants se retrouvent livrés à eux-mêmes. À bord de leur véhicule, le commando se dégage de Tobrouk, en direction d’El-Alamein mais se perd dans le désert. L'équipage est survolé par un avion allemand et décide de masquer sa nationalité, car les Allemands capturent beaucoup de véhicules anglais. L'appareil, pourtant allemand, n'attaque pas le véhicule. Ramirez tire cependant sur l'avion à la mitrailleuse. Il le touche mais l'avion a le temps d'incendier le véhicule. Le commando essaie de sauver « la radio, la flotte » mais en vain. Dès lors, sans vivres ni eau, ni radio, le commando se sépare. Les « durs » Ramirez et Dumas sont décidés à marcher pour tout tenter ; les « intellectuels » Gensac et Goldmann préfèrent attendre la mort sur place, sans se fatiguer. Finalement, ils partent tous les quatre sans but précis, à la recherche d'une chance de survivre. Après une longue marche, ils découvrent les traces d'un véhicule. Ils les suivent et surprennent une patrouille allemande. Bien embusqués, ils abattent les quatre soldats allemands et se dirigent vers leur véhicule. L'officier allemand von Stegel a échappé au massacre. Après avoir enterré les soldats allemands, ils partent pour rallier les lignes anglaises avec leur prisonnier. Le capitaine von Stegel prévient le commando qu'ils se dirigent vers une zone de sable mou ; ceux-ci ne l'écoutent pas et s'enlisent. À court d'essence, ils se rapprochent des lignes allemandes. Réussissant à s'intégrer à un convoi ennemi pour se ravitailler et ayant au préalable assommé von Stegel, ils échappent à la menace d'un prisonnier français reconnaissant Goldmann, criant instinctivement son nom.  Les Français quittent la colonne allemande et poursuivent leur route. Lors d'un nouvel ensablement, le capitaine von Stegel s'empare du véhicule, fait prisonniers les quatre Français puis retourne vers Tobrouk. Au volant, le quartier-maître ensable volontairement le véhicule et les quatre Français refusent de le dégager. Après une très longue période d'observation, épuisé, le capitaine finit par s'endormir et les quatre Français reprennent le contrôle de la situation. Par hasard, ils se retrouvent à devoir traverser un champ de mines et de barbelés en plein désert. Une fois engagés, ils hésitent à poursuivre et reculent sur leurs traces. Descendus tous deux du véhicule, l'Allemand évite alors à Dumas de sauter lui aussi sur une mine puis, Gensac descendu à son tour pour aider Dumas, est victime de l'explosion de l'un de ces engins, se retrouvant grièvement blessé.  À proximité d'El Alamein, ils s'arrêtent pour faire une piqûre à François. Le quartier-maître souhaite ne pas remettre l'officier allemand aux autorités et réfléchit aux moyens de le laisser s'enfuir. À proximité, un blindé allié repère le véhicule allemand et le détruit par un coup au but, tuant les quatre rescapés. Dumas est seul survivant. Le film se termine avec le défilé de la victoire où l'ex-quartier-maître Dumas, ému au souvenir de l'équipée, se fait vertement reprendre par un spectateur pour avoir conservé sa casquette, au passage des troupes. Confus, il répond : « Excusez-moi, je pensais à autre chose ».

Principaux rôles
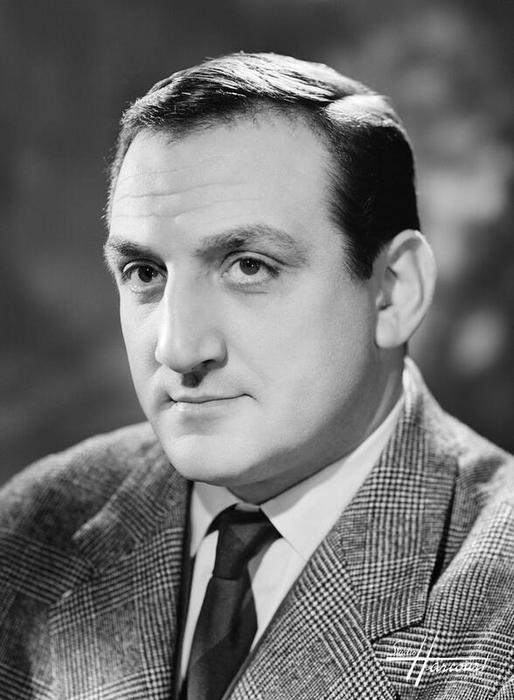
Lino Ventura (Théo Dumas)
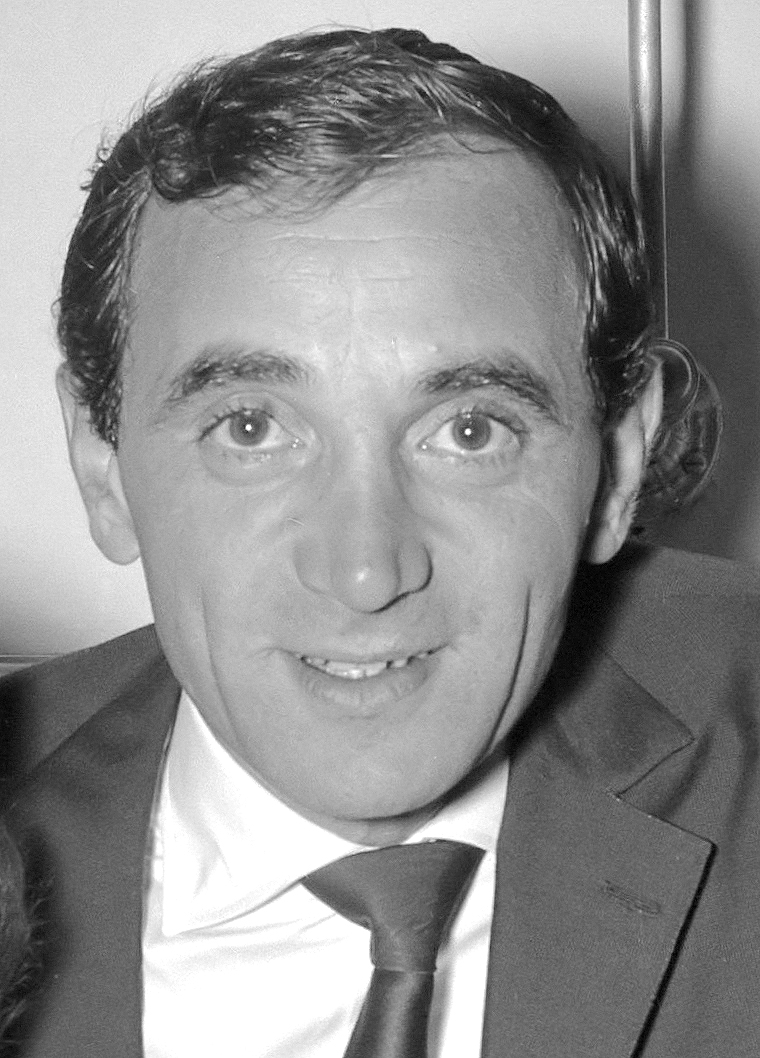
Charles Aznavour (Samuel Goldmann)
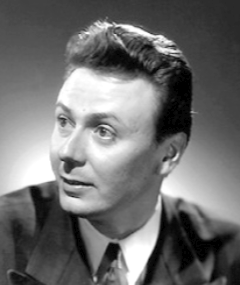
Maurice Biraud (François Gensac)
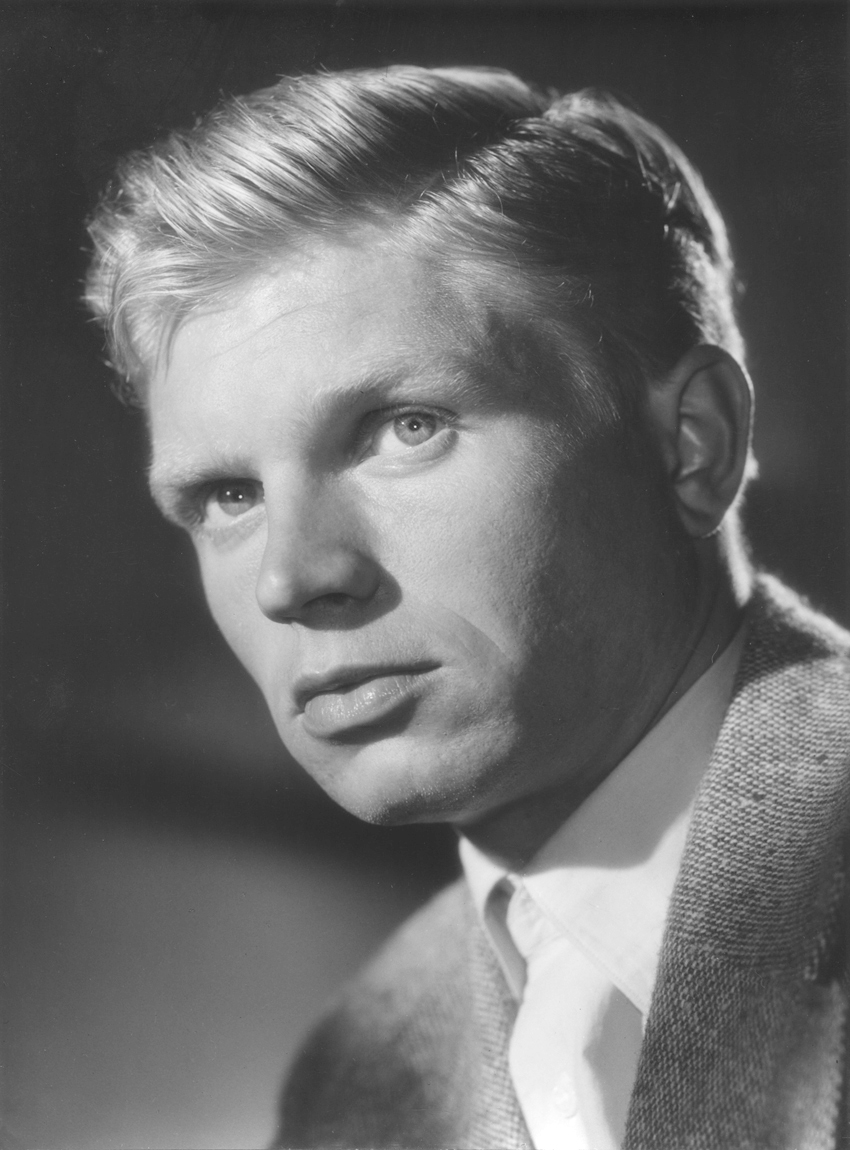
Hardy Krüger (Ludwig von Stegel)
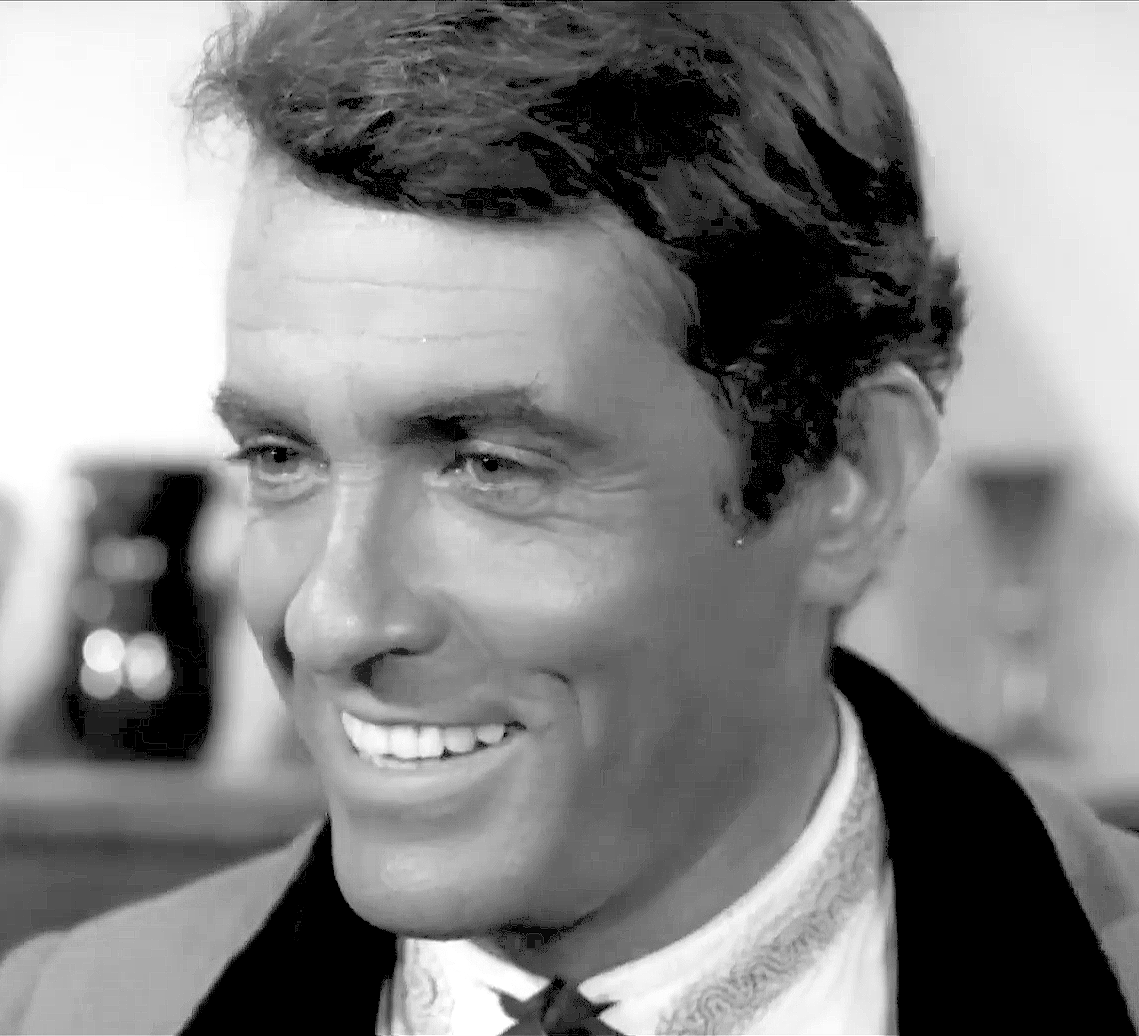
Germán Cobos (Paolo Ramirez)

## Fiche technique
- Titre : Un taxi pour Tobrouk
- Réalisation : Denys de La Patellière
- Scénario : Denys de La Patellière et René Havard, adapté du roman de ce dernier
- Dialogues : Michel Audiard
- Assistant réalisateur: Pierre Granier-Deferre
- Photographie : Marcel Grignon
- Chef Électricien : Marcel Policard
- Décors : Paul-Louis Boutié
- Montage : Jacqueline Thiédot
- Musique : Georges Garvarentz et Charles Aznavour (pour « La Marche des Anges » sur la mélodie de Les Anges dans nos campagnes[1])
- Affichiste : Clément Hurel
- Société de production : Gaumont
- Pays de production : France, Grande-Bretagne, Allemagne de l'Ouest, Espagne
- Langue : français, anglais, allemand
- Lieu de tournage : désert de Tabernas, Province d'Almería (Andalousie, Espagne)
- Format : noir et blanc procédé Dialyscope - Format 35 mm - 2,35:1 - mono
- Genre : Film dramatique, Film de guerre
- Durée : 95 minutes
- Date de sortie[2] :
  - France : 10 mai 1961
- Affiche : Guy-Gérard Noël (France)

## Distribution
- Lino Ventura : quartier-maître Théo Dumas, alias Dudu
- Charles Aznavour : Samuel Goldmann
- Hardy Krüger : capitaine Ludwig von Stegel
- Maurice Biraud : François Gensac
- Germán Cobos (VF : Marcel Bozzuffi) : Paolo Ramirez
- Roland Ménard : le narrateur (non crédité)

## Autour du film

### Commentaires
Dialogué par Michel Audiard, ce film montre l'absurdité des situations qui se créent pendant une guerre dès que les soldats discutent et que la guerre ne règle évidemment pas. Pour certains critiques, l'antimilitarisme est le fil conducteur du film. 
Les échanges entre l'officier et les hommes du rang, entre l'Allemand et les Français, se teintent finalement d'une camaraderie sincère. Cette dernière est facilitée par leur commune étoffe de soldats et par un destin commun. Elle les place à égalité face aux risques de la guerre, comme le montre le dénouement de l'histoire.

### Sources d'inspiration
Le film est une adaptation du roman éponyme de René Havard, qui s'est sans doute inspiré de plusieurs éléments réels de la guerre du Désert :
- après une mission réussie contre le fort italien de Mourzouq, des patrouilles du Long Range Desert Group sont prises en embuscade. Quatre soldats britanniques, leur véhicule ayant été détruit, décident de rejoindre une base française située au sud de leur position, à plus de 320 km. Ils passent dix journées à pied dans le désert[4] ;
- d'après Pierre Bellemare, Un taxi pour Tobrouk serait la version fortement modifiée d'une histoire réelle de deux soldats danois et allemand s'étant perdus lors d'une poursuite au Groenland en 1943 puis ayant fait le chemin de retour, à demi-morts, ensemble[5],[6] ;
- les actions des parachutistes des forces françaises libres incorporés dans le Special Air Service britannique (Bataillons d'Infanterie de l'Air) qui furent chargés d'effectuer des sabotages sur les arrières de l'Afrika Korps, commandé par le général Rommel jusqu'en août 1942 (le film se déroule en octobre 1942), durant la dernière phase de la guerre du Désert en 1942-1943. Ils neutralisèrent notamment des bases aériennes allemandes en détruisant des avions au sol ; ces raids de commandos se faisaient en parcourant des centaines de kilomètres en jeeps à travers le désert[7] ;
- Théo Dumas, le personnage joué par Lino Ventura informe ses trois compagnons que le vœu du lieutenant qui vient d'être tué au combat était d'aller à Ploërmel, dans le Morbihan, il ajoute : « On n'y est pas encore ! » Un hommage probable au parachutage, en juin 1944, d'un bataillon de SAS français sur le maquis de Saint-Marcel près de Ploërmel, dans le cadre du débarquement en Normandie[7].

### Tournage
Le film n'a pas pu être tourné en Afrique du Nord en raison du refus des compagnies d'assurance face à l'instabilité qui régnait avant l'indépendance algérienne. Il a donc été réalisé dans une région désertique du sud-est de l'Espagne près d'Almería. 
Dans l'impossibilité de disposer de matériel militaire, les camions allemands ont été reconstitués à partir de transporteurs de légumes. Quant aux chars, il s'agit de tracteurs recouverts de décors.

### Remarque
Le personnage de Lino Ventura est appelé par le grade de « brigadier » alors qu'en tant que fusilier marin il devrait être normalement appelé « quartier-maître ». Cette confusion pourrait provenir du fait que ses trois autres camarades viennent de l'Armée de terre, notamment Gensac, issu des Hussards, qui utilisent cette appellation de grade comme le font les soldats des armes dites « à cheval ».
Lors d'une séquence, Gensac, le personnage joué par Maurice Biraud, parle à Goldmann, celui joué par Charles Aznavour, de la rue Monsieur-le-Prince à Paris, faisant ainsi référence à la rue où le chanteur français a vu le jour le 22 mai 1924.

### Citations
Michel Audiard fait dire au personnage de François Gensac joué par Maurice Biraud la réplique devenue célèbre : « Deux intellectuels assis vont moins loin qu'une brute qui marche. »
Les Français, discutant du sort du prisonnier allemand : -  Théo Dumas (Lino Ventura) : "Nous, en France, on ne tue pas les prisonniers". - François Gensac (Maurice Biraud) : "Forcément, hein, on n'en a pas tellement... »

## Distinction
Le film a été vu par 4 946 000 spectateurs, et a reçu le Grand prix du cinéma français 1961.